# 中国—黑山关系
中国—黑山关系是指中國和黑山之間历史上与现代的双边外交關係。

## 政治交流
2006年蒙特內哥羅獨立公投后，黑山于当年6月3日宣布脱离塞尔维亚与黑山，建立独立国家。中華人民共和國於2006年6月14日给予黑山外交承認，随即於2006年7月6日正式建交，当月7日，中国政府將駐波德戈里察領事館升格為大使館，黑山駐華大使館則在2007年11月13日开馆运作。此后两国关系友好顺利发展，高层互访不断，中、黑两国也通过中國－中東歐國家合作框架，科技、教育、文化、交通基础设施、造船、旅游和农业等领域的政治对话和经贸合作进一步巩固了双边关系。

## 經濟關係

### 双边贸易
自建交以来，兩國的經濟連系不断加强，在建交之初的2006年12月19日，黑山签署《中欧自由贸易协定》，成为中欧自由贸易区成员国。至2020年，中国已经成为了黑山第二大贸易伙伴以及进口来源国，仅次于黑山的邻国塞尔维亚。2020年，中、黑双边贸易额达到2.4亿欧元，其中，中国向黑山出口了2.18亿欧元，相较于2019年下降了1.8%。而黑山出口额则为2213万欧元，相较于2019年增长了27.1%。

### 投资
截止2021年，中、黑两国尚未签署双边投资保护协定。据中华人民共和国商务部统计，2020年中国对黑山直接投资流量6725万美元，截至2020年末，中国累计对黑山直接投资达到1.53亿美元。其中，南北高速公路优先段项目、莫茹拉风电项目、普列夫利亚热电站一期生态改造项目以及在達尼洛夫格勒由中资企业IETC有机蔬菜开发有限公司投资的蔬菜种植基地四个专案，是中黑投资主要的合作项目。
2018年有報導指，黑山向中国进出口银行贷款修建蒙特內哥罗A-1高速公路，但黑山政府因管理不善及腐敗問題，導致債務飆升。儘管採取了一些緊急補救措施，但黑山的債務預計將在2018年接近國內生產總值 (GDP) 的80%，國際貨幣基金組織表示，該國無法承擔更多債務。2021年，黑山因受到疫情影响面临债务违约的风险。

## 人文交流
中、黑两国人文交流拥有一定的历史基础，自2006年建交以来，中、黑兩國在文教科技等領域上的交流與合作不断加深，雙方既維持官方的学术交流、也鼓勵民間進行学术交流。中文也成為了黑山較有影響力的外語之一。2015年，中国在黑山大学成立了第一所孔子学院，以支持該國開展漢語教學，2017年，黑山大学计划将中文纳入歐洲學分互認體系的选修课课纲，但尚未实行。此外，在黑山的一些中小学，也有教师教授中文。中國的一些高校也開始積極地宣傳其留學政策，以吸引黑山學生前往中國留學，并取得了一定成效。在旅游方面，2024年11月，中华人民共和国宣布单方面给予持有黑山护照的黑山公民免签证入境待遇，在中国大陆可停留不超过30天，期限至2025年12月31日。
两国在医药合作上的合作关系也得到了进一步的加强，中医学在黑山也拥有一定的影响力，黑山卫生部也曾邀请中国专家前来黑山，协助培训黑山医师以针灸治疗痛症，黑山国内也成立了中医院及中医药中心。2016年，中国四川省中医药管理局更与黑山尼克希奇市政府签署了关于中草药种植及加工的合作备忘录，为中、黑两国的医药交流提供了法理依据。

## 外部連結
- 中華人民共和國外交部-中黑关系简介
  - 中華人民共和國駐黑山大使館官方網站（简体中文）（蒙特內哥羅語）
    - 中華人民共和國駐黑山大使館經貿之窗官方網站（简体中文）